# Charles Pichegru
Jean-Charles Pichegru (Arbois, 16 de fevereiro de 1761 – Paris, 5 de abril de 1804) foi um distinto general francês das Guerras Revolucionárias. Sob seu comando, as tropas francesas invadiram a Bélgica e a Holanda antes de lutar na frente do Reno. Suas posições monarquistas levaram à perda de poder e à prisão em Caiena, Guiana Francesa, durante o Golpe de 18 Frutidor em 1797. Depois de escapar para o exílio em Londres e se juntar à equipe de Alexander Korsakov, ele retornou à França e planejou a conspiração de Pichegru para remover Napoleão do poder, o que levou à sua prisão e morte. Apesar de sua deserção, seu sobrenome é um dos nomes inscritos sob o Arco do Triunfo, na Coluna 3.

## Juventude e carreira
Pichegru nasceu em uma família de camponeses em Arbois (ou, segundo Charles Nodier, em Les Planches-près-Arbois, perto de Lons-le-Saulnier ), no então Franche-Comté (agora no departamento de Jura, na França). Os frades de Arbois foram encarregados de sua educação e mandaram-no para a escola militar de Brienne-le-Château. Lá, ele ensinou matemática, e entre seus alunos estava o jovem Napoleão Bonaparte. Em 1783, entrou no 1º regimento de artilharia, onde rapidamente ascendeu ao posto de ajudante -segundo tenente, e serviu por um breve período na Guerra Revolucionária Americana.
Quando a Revolução eclodiu em 1789, ele se tornou líder do Clube Jacobino em Besançon e, quando um regimento de voluntários do departamento do Gard marchou pela cidade, ele foi eleito tenente-coronel.

## Frente do Reno
As boas condições de seu regimento foram notadas na seção do Exército Revolucionário Francês do Reno, e sua capacidade de organização fez com que ele fosse nomeado para o quartel-general, e então promovido a general de brigada.
Em 1793, Lazare Carnot e Louis de Saint-Just foram enviados para encontrar generais roturier (não aristocráticos) que pudessem ser bem-sucedidos (ver: Campanhas de 1793 nas Guerras Revolucionárias Francesas). Carnot descobriu Jean-Baptiste Jourdan e Saint-Just descobriu Louis Lazare Hoche e Pichegru. No início, Pichegru foi nomeado général de division e comandante da Divisão do Alto Reno.
Nomeado comandante-em-chefe do Exército do Reno, Pichegru atacou o exército da Coalizão de Dagobert Sigmund von Wurmser na Batalha de Haguenau em 1793. Durante um período de semanas, as Forças da Coalizão foram rechaçadas passo a passo em uma luta acirrada. A intervenção do Exército do Mosela sob Hoche na Batalha de Froeschwiller no final de dezembro finalmente fez com que Wurmser abandonasse a Alsácia. Pela Segunda Batalha de Wissembourg, Pichegru foi colocado sob o comando de Hoche, que provou ser um superior difícil. No entanto, os franceses novamente ganharam a batalha, obrigando Wurmser a recuar para a margem leste do Reno e o exército prussiano a recuar em direção a Mainz.

## Frente norte

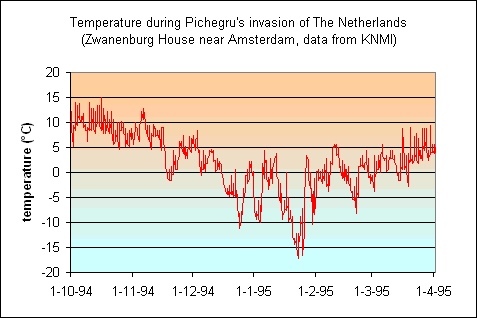
Temperatura durante a campanha de inverno na Holanda 1794/1795

Em dezembro de 1793, Hoche foi preso, provavelmente devido às denúncias de seu colega, e Pichegru tornou - se comandante-chefe do Exército do Reno e Mosela. Ele foi convocado para suceder Jourdan no Exército do Norte em fevereiro de 1794, lutando posteriormente em três grandes campanhas no ano. As forças do Reino da Grã-Bretanha, da República Holandesa e da Áustria dos Habsburgos mantinham uma posição forte ao longo do Sambre até o Mar do Norte.
Depois de tentar quebrar o centro austríaco, Pichegru repentinamente virou à direita e derrotou o conde de Clerfayt em Cassel, Menin e Courtrai, enquanto seu subordinado, Joseph Souham, derrotou o príncipe Josias de Coburg na batalha de Tourcoing em maio de 1794. Depois de uma calmaria, durante a qual Pichegru fingiu um cerco a Ypres, ele novamente atacou Clerfayt e o derrotou em Roeselare e Hooglede, enquanto Jourdan, comandando o recém-nomeado Exército de Sambre-et-Meuse, resistiu aos ataques austríacos na batalha de Fleurus (27 de junho de 1794), o que acabou levando à evacuação dos Aliados dos Países Baixos.
Pichegru começou sua segunda campanha cruzando o Mosa em 18 de outubro e, depois de tomar Nijmegen, expulsou os austríacos além do Reno. O exército anglo-hanoveriano retirou-se para trás do Waal. Então, enquanto as tropas de Pichegru se preparavam para ir para os quartéis de inverno, a Convenção ordenou que o Exército do Norte montasse uma campanha de inverno. Em 27 de dezembro, duas brigadas cruzaram o Mosa no gelo e invadiram o Bommelerwaard. Em 10 de janeiro, o exército de Pichegru cruzou o gelo do Waal entre Zaltbommel e Nijmegen, depois, em 13 de janeiro, entrou em Utrecht, que se rendeu no dia 16. O exército anglo-hanoveriano recuou atrás do IJssel e depois retirou-se para Hanover e Bremen. Pichegru, que havia conseguido penetrar na congelada Linha de Água Holandesa, chegou a Amsterdã em 20 de janeiro, após a Revolução Batávia acontecer. Os franceses ocuparam o resto da República Holandesa no mês seguinte.
Esta importante vitória foi marcada por episódios únicos, como a captura da frota holandesa em Den Helder por hussardos franceses, e a disciplina excepcional dos batalhões franceses em Amsterdã, que, embora enfrentando a oportunidade de saquear a cidade mais rica da Europa, mostraram autocontenção.

## Termidor e diretório
Embora ex-associado de Saint-Just, Pichegru ofereceu seus serviços à Reação Termidoriana e, após ter recebido o título de Sauveur de la Patrie ("Salvador da Pátria") da Convenção Nacional, subjugou os sans-culottes de Paris, quando se levantaram em insurreição contra a Convenção em 12 Germinal (1 de abril).
Pichegru então assumiu o comando dos exércitos do Norte, o Sambre-e-Meuse e o Reno e, cruzando o Reno com força, tomou Mannheim em maio de 1795.

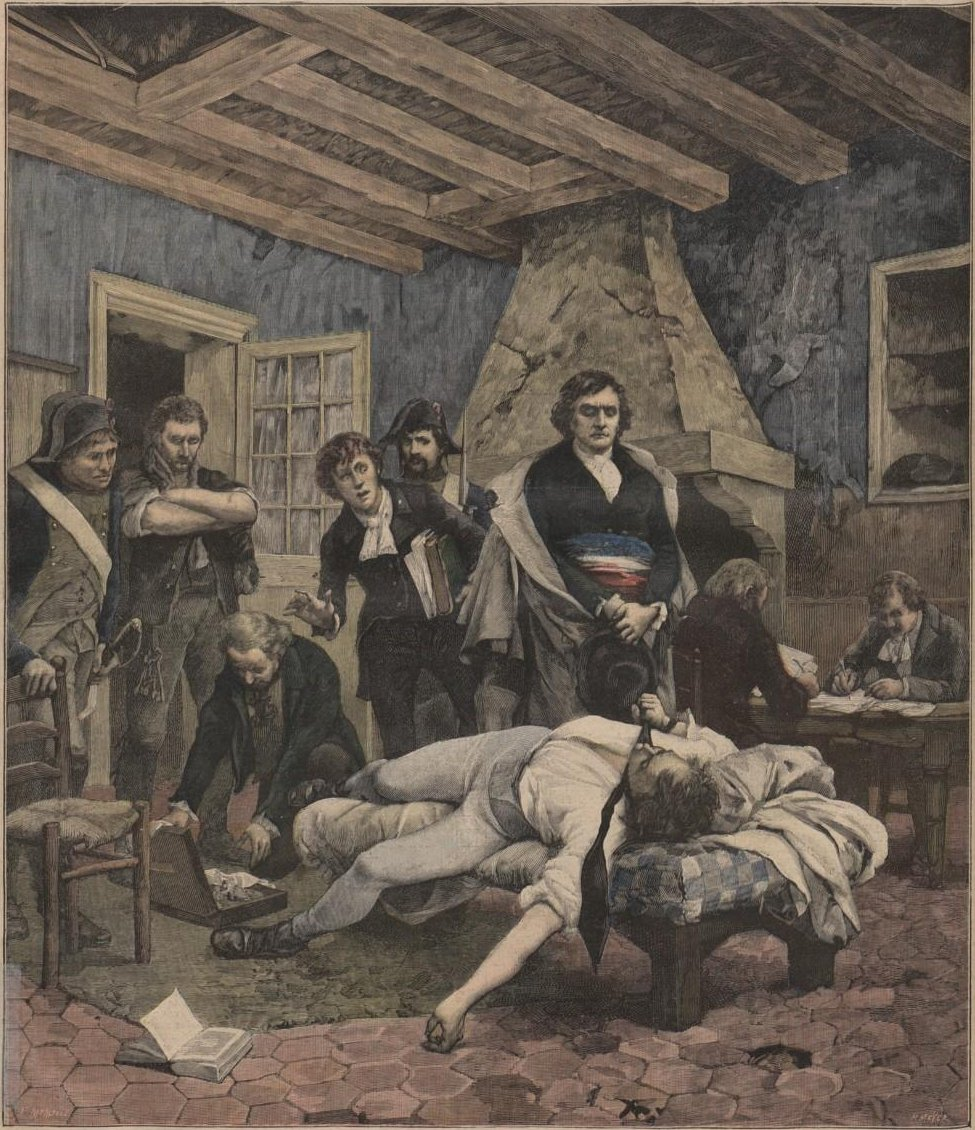
"A Morte de Pichegru" (pintura de Georges Moreau de Tours, 1891).

## Indo para os monarquistas
Embora tivesse se tornado um herói da Revolução, ele permitiu que seu colega Jourdan fosse derrotado, traiu todos os seus planos para o inimigo e participou da organização de uma conspiração para o retorno e coroação de Luís XVIII como rei da França. Os planos foram suspeitados e, quando ele apresentou sua renúncia ao Diretório em outubro de 1795, ela foi prontamente aceita (para sua surpresa). Ele se aposentou em desgraça, mas garantiu sua eleição para o Conselho dos Quinhentos em maio de 1797 como líder dos realistas.

## Tentativas de golpe e morte
Pichegru planejou um golpe de estado durante o Golpe de 18 Frutidor, mas ele foi preso e com quatorze outros foi deportado para Caiena, Guiana Francesa em 1797. Ele e sete outros escaparam e fugiram para Paramaribo. O gouverneur De Friderici permitiu que eles embarcassem em um navio com destino aos Estados Unidos. Pouco depois, ele foi para Londres, onde se juntou a milhares de franceses que haviam deixado a França em um movimento de massa em um esforço para se salvar da violência da Revolução Francesa. Lá, ele serviu na equipe do general Aleksandr Rimsky-Korsakov na campanha de 1799. Ele foi para Paris em agosto 1803 com Georges Cadoudal para chefiar um levante monarquista contra o Primeiro Cônsul, Napoleão Bonaparte. Traído por um amigo, Pichegru foi preso em 28 de fevereiro de 1804 e posteriormente encontrado estrangulado na prisão na manhã de 6 de abril. O governo informou que ele havia cometido suicídio, mas Napoleão tem sido regularmente acusado de orquestrar o assassinato. No entanto, há poucas evidências de que Napoleão estava envolvido. Seus partidários costumam argumentar que Napoleão não tinha nada a ganhar com o assassinato de Pichegru, especialmente após a execução de d'Enghein, o que enfureceu a realeza em toda a Europa.
 

Pichegru foi enterrado no cimetière Sainte-Catherine, um cemitério de Paris com sua entrada na antiga rue de Fer, e que foi fechado em 1824.